# Jeu de l'assiette
Le jeu de l'assiette, ou jeu d'assiettes, est un jeu d'adresse traditionnel de la Picardie, et plus particulièrement de la Somme. La pratique du jeu de l’assiette à Albert a été inscrite à l'Inventaire du patrimoine culturel immatériel en France en 2012.

## Histoire
Dans un document de procédure criminelle de l'Aisne en 1685, il est fait référence au "Jeu d'assiettes". Cependant, aucune autre indication est donnée et il pourrait donc s'agir d'un autre jeu d'adresse.
Ce n'est qu'au XIXème siècle que la pratique du jeu d'assiette telle que nous la connaissons est attestée dans le nord de la France.

## Règles du jeu
Le jeu de l'assiette peut être joué à deux ou à quatre joueurs. Dans le dernier cas, les joueurs constituent des équipes de deux personnes. Chaque joueur ou chaque équipe possède 7 assiettes par manche et l'objectif du jeu est de placer le plus grand nombre possible d'assiettes plus loin sur le plateau que les assiettes des adversaires. Le défi du jeu est de ne pas faire tomber ses assiettes en dehors du plateau. Une partie est constituée par deux manches de 21 points et une belle en 15 points quand il est nécessaire,.

### Terrain et éléments matériels du jeu
Pour jouer au jeu de l'assiette, il faut 14 assiettes, disques de 16 cm à 20 cm de diamètre par 2 ou 3 cm d'épaisseur en bois de hêtre, frêne, orme, poirier ou pommier. La moitié des assiettes sont peintes d'une couleur différente de l'autre moitié afin d'identifier à quelle équipe elles appartiennent. Chaque assiette pèse environ 350 gr. Le jeu se pratique sur un plateau rectangulaire en bois de pin bien poli et traité avec de l'huile de lin pour rendre la surface glissante. Le plateau mesure environ 55 cm de large par 3,20 mètres de long. Il contient une ligne à 80 cm de l’extrémité où se positionnent les joueurs et il est positionné sur 2 ou 3 tréteaux,.

### Déroulement d'une partie
En début de partie chaque joueur ou chaque équipe lance une assiette, cette action est appelée la première du bout. L'assiette placée au plus loin sur le plateau détermine le joueur ou l'équipe qui joue en premier et lui donne déjà un point. À son tour, chaque joueur lance une assiette qui doit tomber au-delà de la ligne de 80 cm. Les joueurs ne peuvent pas faire glisser leurs assiettes dans la zone délimitée par cette ligne. La première assiette du deuxième joueur à lancer ne peut pas être positionnée au-delà de l'assiette du premier joueur, mais cela est valide seulement pour le premier tour du jeu. Les joueurs peuvent faire  un beu-det (faire chevaucher l'assiette de l'adversaire sans la faire tomber), chasser les assiettes adversaire (les faire tomber du plateau) ou encore faire du bos (quand un joueur n'a pas d'assiette sur la table, il doit rejouer jusqu'à ce qu'il ait une assiette sur la table à nouveau). Il est interdit de chasser les assiettes de l'adversaire avant qu'il ait lancé ses cinq premières assiettes. Quand une des règles n'est pas respectée, l'assiette fautive ne fait plus partie du jeu et le joueur doit en relancer une autre,.

### Comptage de points
Quand un des joueurs ou équipes n'a plus d'assiettes, on compte le nombre d'assiettes les plus avancées sur le plateau qui appartiennent au même joueur ou à la même équipe. Chaque assiette avancée correspond à un point. Le jeu continue jusqu'à ce qu'un joueur ou équipe obtienne 15 ou 21 points.

## Clubs et fédération
En France, le Comité du sport en milieu rural de la Somme organise des compétitions. La Fédération nationale du sport en milieu rural organise tous les deux ans le Critérium des jeux sportifs traditionnels où l'assiette picarde est traditionnellement représentée.

## Jeux similaires
- Jeu d'adresse
- Palet sur planche
- Billard hollandais